# أدوين كلاي بروك
أدوين كلاي بروك (بالإنجليزية: Edwin Claybrook)‏‏ (1871–1931) هو جراح أمريكي، كان قد وصف علامة كلاي بروك.